# Veneciafrenia - Follia e morte a Venezia
Veneciafrenia - Follia e morte a Venezia (Veneciafrenia) è un film slasher del 2021 diretto da Álex de la Iglesia.

## Trama
Un gruppo di spagnoli arriva a Venezia per festeggiare un addio al nubilato. La città lagunare è al centro di vibranti proteste dei residenti contro il passaggio ravvicinato delle navi da crociera. Nel frattempo, un veneziano mascherato da Rigoletto uccide senza pietà diversi turisti, facendo passare gli omicidi per finzione carnevalizia. Quando uno degli spagnoli sparisce nel nulla dopo bagordi notturni, gli altri iniziano le ricerche, ma un'altra di loro viene rapita e una terza brutalmente uccisa: con l'aiuto di un ufficiale dei Carabinieri e di un tassista scopriranno una cospirazione di una setta di oltranzisti veneziani esasperati dal turismo sempre più invadente e massiccio.

## Produzione
A metà del 2020, la società di produzione di Álex de la Iglesia e Carolina Bang, Pokeepsie Films, ha annunciato che stava lavorando alla preparazione di una serie di film horror, prodotti da loro stessi, con la collaborazione di Amazon Studios e Sony Pictures e diretti da diversi cineasti spagnoli interessati ai film horror. Questa serie di film è stata chiamata "The Fear Collection". Le riprese sono iniziate ad ottobre 2020.

## Distribuzione
Il film è stato presentato in anteprima mondiale alla 54ª edizione del Sitges Film Festival il 9 ottobre 2021.
Il film è uscito nelle sale cinematografiche spagnole il 22 aprile 2022. In Italia non ha avuto una distribuzione in sala, ma è stato trasmesso in prima visione assoluta su Rai 4 e RaiPlay il 10 aprile 2024.

## Accoglienza
L'aggregatore di recensioni Rotten Tomatoes riporta il 75% di recensioni positive, con un punteggio medio di 6,8 su 10 basato sul parere di diciotto critici.